# 사생결단 로맨스
《사생결단 로맨스》는 2018년 7월 23일부터 2018년 9월 17일까지 MBC에서 방송된 월화 미니시리즈이다.

## 줄거리
호르몬 집착 내분비내과 의사가 미스터리 승부욕의 화신 신경외과 의사를 연구대상으로 찜하면서 벌어지는 호르몬 집중 탐구 로맨스 드라마.

## 등장인물

### 주요 인물
- 지현우 : 한승주 역 - 신경외과 전문의
- 이시영 : 주인아 역 - 내분비내과 전문의 (아역 : 조서연)
- 김진엽 : 차재환 역 - 신경외과 전문의
- 윤주희 : 주세라 역 - 다린병원 계약직 아나운서

### 신경외과
- 선우선 : 장지연 역 - 신경외과 과장
- 장세현 : 정현우 역 - 신경외과 레지던트

### 내분비내과
- 최령 : 유상범 역 - 내분비내과 과장
- 배슬기 : 이진경 역 - 내분비내과 전문의
- 신원호 : 최재승 역 - 내분비내과 레지던트

### 그 외 인물
- 인아 : 이미운 역 - 호르마오 간호조무사
- 전노민 : 차정태 역 - 다린 병원 원장
- 손종범 : 박일원 역 - 다린 병원 부원장
- 박영준 : 이진호 역
- 이명로

### 우정출연
- 윤주상 : 다린병원 이사장 역
- 김흥수 : 최한성 역

### 특별출연
- 박현숙 : 세라엄마 역
- 현영

## 시청률
최저 시청률과 최고 시청률은 시청률 조사회사와 지역별로 시청률에 차이가 있을 수 있습니다.
| 2018년 | 2018년   | 2018년         | 2018년       | 2018년         | 2018년       |
| 회차   | 방송일   | TNmS 시청률    | TNmS 시청률  | AGB 시청률     | AGB 시청률   |
| 회차   | 방송일   | 대한민국(전국) | 서울(수도권) | 대한민국(전국) | 서울(수도권) |
| ------ | -------- | -------------- | ------------ | -------------- | ------------ |
| 제1회  | 7월 23일 | 4.5%           | 4.9%         | 4.1%           | 4.8%         |
| 제2회  | 7월 23일 | 3.9%           | 4.1%         | 3.5%           | 3.7%         |
| 제3회  | 7월 24일 | 3.1%           | 3.4%         | 2.7%           | 3.0%         |
| 제4회  | 7월 24일 | 3.5%           | 3.8%         | 3.1%           | 3.6%         |
| 제5회  | 7월 30일 | 3.0%           | 3.3%         | 2.6%           | 2.9%         |
| 제6회  | 7월 30일 | 3.5%           | 3.7%         | 3.1%           | 3.4%         |
| 제7회  | 7월 31일 | 3.3%           | 3.6%         | 2.9%           | 3.3%         |
| 제8회  | 7월 31일 | 3.8%           | 4.0%         | 3.4%           | 3.5%         |
| 제9회  | 8월 6일  | 2.7%           | 2.8%         | 2.3%           | 2.4%         |
| 제10회 | 8월 6일  | 3.0%           | 3.1%         | 2.6%           | 2.7%         |
| 제11회 | 8월 7일  | 3.1%           | 3.2%         | 2.7%           | 2.8%         |
| 제12회 | 8월 7일  | 3.2%           | 3.4%         | 2.9%           | 3.1%         |
| 제13회 | 8월 13일 | 3.3%           | 3.5%         | 2.9%           | 3.2%         |
| 제14회 | 8월 13일 | 3.6%           | 3.8%         | 3.2%           | 3.4%         |
| 제15회 | 8월 14일 | 3.5%           | 3.6%         | 3.1%           | 3.3%         |
| 제16회 | 8월 14일 | 3.9%           | 4.0%         | 3.5%           | 3.6%         |
| 제17회 | 8월 21일 | 3.0%           | 3.2%         | 2.6%           | 2.8%         |
| 제18회 | 8월 21일 | 3.2%           | 3.3%         | 2.8%           | 2.9%         |
| 제19회 | 8월 28일 | 2.3%           | 2.4%         | 1.9%           | 2.0%         |
| 제20회 | 8월 28일 | 2.6%           | 2.7%         | 2.2%           | 2.3%         |
| 제21회 | 9월 3일  | %              | %            | 2.2%           | %            |
| 제22회 | 9월 3일  | %              | %            | 2.5%           | %            |
| 제23회 | 9월 4일  | %              | %            | 2.8%           | %            |
| 제24회 | 9월 4일  | %              | %            | 3.5%           | %            |
| 제25회 | 9월 10일 | %              | %            | 2.8%           | %            |
| 제26회 | 9월 10일 | %              | %            | 3.0%           | %            |
| 제27회 | 9월 11일 | %              | %            | 2.5%           | %            |
| 제28회 | 9월 11일 | %              | %            | 2.8%           | %            |
| 제29회 | 9월 17일 | %              | %            | 2.3%           | %            |
| 제30회 | 9월 17일 | %              | %            | 2.9%           | %            |
| 제31회 | 9월 17일 | %              | %            | 2.2%           | %            |
| 제32회 | 9월 17일 | %              | %            | 2.5%           | %            |

## 촬영지
- 국립교통재활병원 - 다린병원
- 끄라비 나카린 국제병원
- 아오낭 클리프 비치 리조트
- 아오낭 해변
- 롤링홀

## 결방 사유 및 연속 방송
- 2018년 8월 20일 : 2018년 아시안 게임 축구 남자 E조 〈대한민국 VS 바레인〉의 중계방송 편성으로 인해 MBC 뉴스데스크가 순연되며 결방.
- 2018년 8월 27일 : 2018년 아시안 게임 중계방송으로 인해 결방.
- 2018년 9월 17일 : 밤 10시부터 4회 연속방송 (29회, 30회, 31회, 32회)

## 동시간대 드라마
- KBS 월화 미니시리즈

《너도 인간이니?》 (2018년 6월 4일 ~ 2018년 8월 7일)
《러블리 호러블리》 (2018년 8월 13일 ~ 2018년 10월 2일)
- SBS 월화 미니시리즈

《서른이지만 열일곱입니다》 (2018년 7월 23일 ~ 2018년 9월 18일)

## 같이 보기
- 대한민국의 텔레비전 드라마 목록 (ㅅ)
- 2018년 대한민국의 텔레비전 드라마 목록